# Лінн Берк
Лінн Берк (англ. Lynn Burke, 22 березня 1943) — американська плавчиня.
Олімпійська чемпіонка 1960 року.